# Merusavarnas
Merusavarnas (Sanskrit मेरुसावर्ण merusāvarṇa) ist in der indischen Mythologie eine Bezeichnung für eine Gruppe von Manus. Zu dieser Gruppe gehört der achte Manu, Daksha-savarni, sowie die folgenden drei, nämlich Brahma-savarni, Dharma-savarni und Rudra-savarni. Anderen zufolge gehören alle folgenden bis zum 14. Manu zu dieser Gruppe. 
Sie sollen die geistgeborenen Kinder einer Tochter des Daksha mit diesem und den entsprechenden drei anderen Göttern Brahma, Dharma und Rudra sein. Der Name verweist auf den Ort der Zeugung, den Weltberg Meru, savarni meint nach einer Deutung „von guter Herkunft“ (wörtlich „Farbe“). Nach einer anderen Deutung ist es ein auf den achten Manu bezogenes Metronym, der ein Kind der Sonne und der Suvarna (suvarṇā) gewesen sei. Der Name habe sich dann auf die folgenden vier Manus übertragen.